# 彼得罗·多罗申科
彼得罗·多羅菲約維奇·多罗申科（羅馬化：Petro Dorofiiovych Doroshenko），哥萨克政治和军事领袖，右岸乌克兰黑特曼，俄罗斯沃伊沃德，曾参与1676年—1681年俄土战争。